# Miriam Bos
Miriam Bos (Spijkenisse, 17 mei 1981) is een Nederlands illustrator, auteur en ontwerper. Zij is in Nederland vooral bekend door haar prentenboeken over August de Vos en Suus de Eekhoorn.

## Leven en werk
Na haar studie aan de Academie voor Beeldende Kunst te Rotterdam, werkte ze een half jaar in California voor MAD Systems audio-visual manufacturing company waar ze animaties maakte. Ze besloot dat ze toch liever illustrator wilde zijn en keerde terug naar Nederland.
Aan het begin van haar carrière als illustrator werkte ze vooral voor educatieve uitgevers en maakte ze voornamelijk illustraties voor Nederlandse schoolboeken en tijdschriften. Later verschoof haar focus naar de licensing-industrie, waar ze kaarten, legpuzzels en diverse andere producten en spellen ontwierp voor internationale bedrijven.
In 2022 ontwierp Bos de Decemberzegels voor PostNL.
In 2022 maakte Bos haar eerste Nederlandse prentenboek voor Lemniscaat (uitgeverij); Help een Verrassing!. Dit was het eerste prentenboek over August de Vos en Suus de Eekhoorn. Het boek werd door Stichting CPNB uitgeroepen tot Prentenboek van het Jaar in 2024.
Daarna maakte Bos voor Lemniscaat nog Cadeautje! (2023) O jee, een logé! (2024),  en Lekker Alleen! (2025).

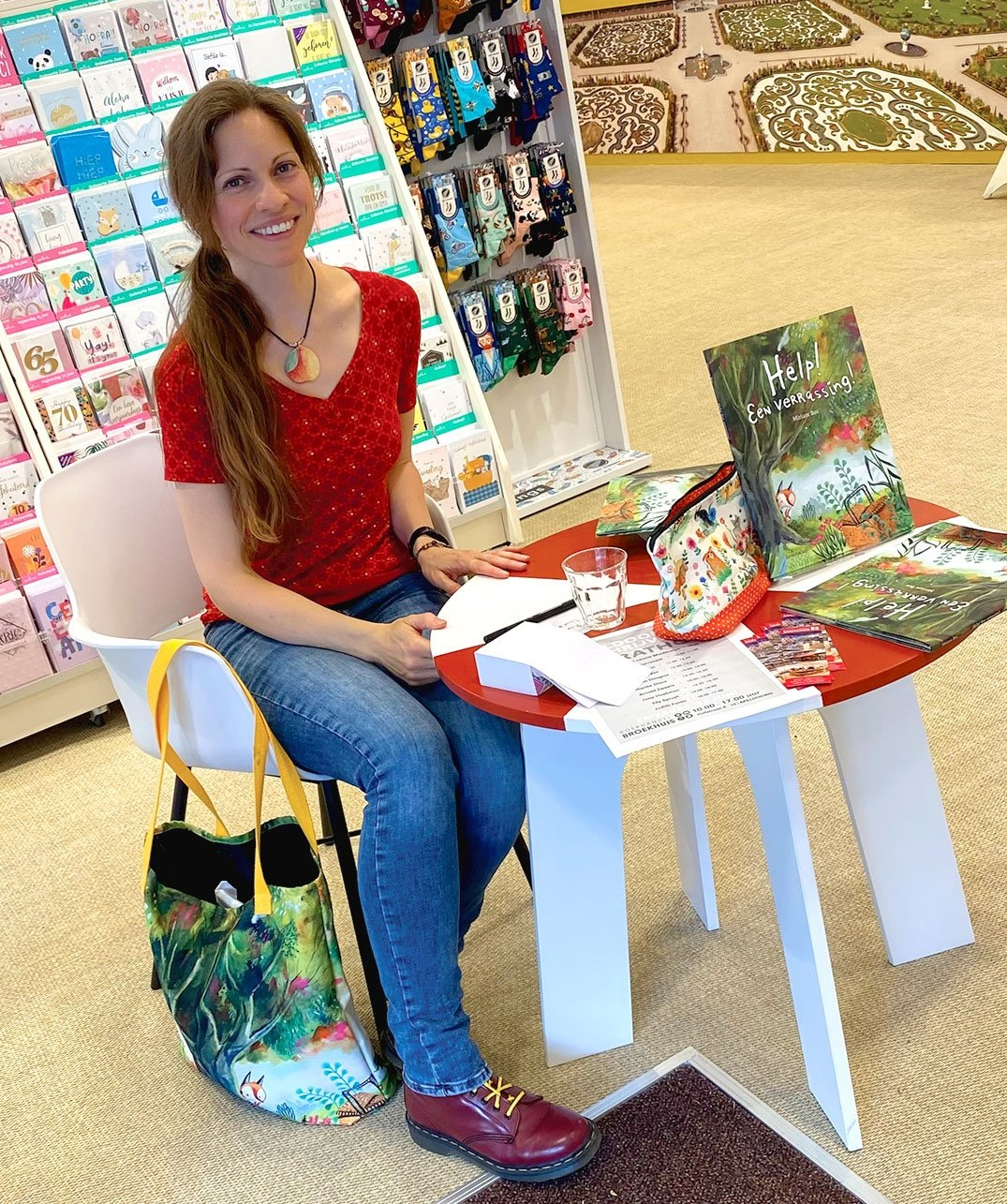
Miriam Bos signeert